# Seppo Isotalo
Seppo Johannes Isotalo, född 23 januari 1936 i Åbo, död 1 januari 2020 i Stockholm, var en svensk-finsk affärsman, journalist och forskare. Isotalo är mest känd i Sverige för sin aktiva medverkan i ett antal nyheter som gällde svensk-ryska förhållanden och en förtalsprocess mot överbefälhavaren för svenska försvaret.

## Uppväxt och utbildning
Seppo Isotalo spelade i Turun Palloseura, en framstående idrottsklubb, var med i juniorlandslaget i fotboll och ägnade sig åt bordtennis. Isotalo tog aldrig studenten, men efter att gått ut Tekniska läroverket i Tammerfors tog han studentexamen vid Tekniska högskolan i Helsingfors. Han blev civilingenjör på två år och nio månader. Två och ett halvt år senare slutförde han en teknisk licentiatexamen där han utarbetade ett nytt byggnadskostnadsindex för Finland.
1965 flyttade Isotalo till Stockholm för att doktorera. Miljonprogrammet för bostäder pågick och det behövdes ett lånetak som hindrade byggarna att höja priserna när bostadsbyggandet fick utökade resurser. I sin doktorsavhandling utarbetade Isotalo ett vetenskapligt underlag för lånetaket. Han disputerade i juni 1968 på Kungliga Tekniska Högskolan. Avhandlingen godkändes först i december samma år efter en omfattande akademisk diskussion. Lånetaket användes fram till 1992.
På 1970-talet var Isotalo ekonomisk expert vid Stadsbyggnadskontoret i Stockholm. Stockholms City var under ombyggnad när Isotalo fick uppdraget att beräkna vad ombyggnaden skulle kosta. Utrikesministeriet i Finland erbjöd Isotalo 1974 att bli högskolerektor i Villmanstrand, men utnämningen stoppades av regeringen, eftersom Isotalo var svensk medborgare. Nyheten avslöjades i finska pressen. Publiceringen innebar att det inte blev något rektorskap för Isotalo. Däremot arbetade han som chefssekreterare för Kommittén för reformering av den tekniska gymnasieutbildningen i Finland. Under vistelsen i Finland försökte Isotalo bli professor i byggnadsekonomi vid olika tekniska högskolor, men utan framgång. Han ändrade inriktning och blev docent i socialpolitik med inriktning på bostadspolitik vid Helsingfors universitet 1977.

## Politiskt engagemang
Det politiska livet i Finland var labilt under hösten 1975. Socialdemokraterna var på väg att förlora valet i fackförbundet Metall till kommunisterna. I den svenska tullen hade pengar från Sverige för valarbetet stoppats. På valdagen publicerades information om en konspiration som låg bakom oegentligheterna hos socialdemokraterna. Det påstods att Isotalo var en av de ledande figurerna inom konspirationen som omfattade 56 vänsterintellektuella.
Isotalo flyttade 1978 till Moskva. Under perioden 1980–1989 flyttade han mellan Stockholm och Moskva och bodde därefter permanent i Stockholm fram till sin död. Isotalo var verksam i Ryssland fram till pensioneringen år 2000. Han ordnade där sju olika bokutställningar där svenska och sovjetiska förläggare och författare kunde mötas. De senaste skedde i Riga och Tallinn. Han var Dagens Industris första korrespondent i Moskva.

## Apple-representant i Moskva
Vid mitten av 1980-talet introducerade Isotalo Macintosh-datorer i Moskva. Apple fick den första exportlicensen för den, på den tiden, avancerade persondatorn Macintosh Plus. Isotalo anordnade datorutbildning i den sovjetiska regeringens " Akademija Narodnogo Choziaistvo". I slutet av 1980-talet öppnades Sovjet för journalistiskt arbete. För en film om Raoul Wallenberg fick Hans Villius och Olle Häger hjälp av Isotalo och hans dåvarande fru, Helene Carlbäck. Hon efterlyste Wallenberg i rysk TV, något som tolkades som en del av den pågående fenomenet glasnost. Rapport i SVT återsände en stor del av det ryska TV-programmet. 

## Journalistiska avslöjanden
På SVT:s uppdrag ordnade Isotalo också en efterlysning av livstidsdömde spionen Stig Bergling i Sovjet. Efterlysningen rapporterades i svensk TV och ansågs motsägelsefull eftersom han var dömd för att spionera för Sovjets räkning. Nästa projekt berörde Stig Wennerström, även han dömd till livstid för spionage för Sovjet. I maj 1991 visades en dokumentär i två delar i SVT om spionen. Den filmades i Moskva med Isotalo som medhjälpare och i rollen som spionen själv.
Isotalo arbetade under åren 1991–1994 med frågan om sovjetiska ubåtar i svenska vatten. Inledningsvis försåg han DN Debatt med den ryska officiella redovisningen om U-137 som 1981 hamnade utanför Karlskrona. Arbetet avslutades med ett seminarium i Stockholm där Sovjets sista ÖB i flottan, amiral Vladimir Tjernavin försäkrade att inga av hans ubåtar hade trängt i svenska vatten.
Fallet med signalspaningsplanet av typ DC-3:an som försvunnit 1952 fick nytt liv när Isotalo hittade general Sjinkarenko i Riga. Generalen ledde operationen att skjuta ner planet. Isotalo intervjuade honom i Sveriges Radios Efter tre 10 mars 1991. Isotalo var också aktiv i denna fråga genom att hämta ett nyckelvittne från Volgograd. Denne berättade i en intervju i TV 4 att DC-3:an kränkt sovjetiska vatten.

## Förtalsprocessen mot ÖB
Många av Isotalos avslöjande publicerades under våren 1991. Sveriges överbefälhavare, Bengt Gustafsson reagerade i en intervju i TV 4 i mars 1991 benämnde Isotalo som rysk "desinformatör" Isotalo stämde då ÖB för förtal. I hovrätten berättade chefen för militära underrättelsetjänsten att de hade ritat ett sociogram, som visade att Isotalo hade medverkat i alla avslöjanden. Sociogrammet var grunden till utpekandet av Isotalo i TV. Rätten ansåg att Gustafsson hade skälig grund för sina uttalanden, men fann det inte styrkt att de var sanna.

## Senare aktiviteter
Under 2000-talet arbetade Isotalo som oberoende valobservatör i Vitryssland på den vitryska regeringens inbjudan. Detta uppmärksammades av Sveriges Radios Ekot som omnämnde honom som "den ökände Seppo Isotalo".
Isotalo hade tre barn, ett i första äktenskapet i Finland, och två med f.d. hustrun Helene Carlbäck. Han arbetade regelbundet för tidningen Suur-Tukholma som riktar sig till finnar i Storstockholm, internettidningen Ryska Posten samt lokalradion TUFF i Tyresö.

## Fotnoter
1. 1 2  Våra minnessidor, Fonus, läs online, läst: 10 januari 2020.[källa från Wikidata]
2. ↑  ”Minnessida för Seppo Isotalo”. Fonus. https://minnessidor.fonus.se/memorial_page/memorial_page_personal_info.php?order_id=3734606&set_site_id=2&fbrefresh=3734606&sign=7bc884ba76ae3f57ebbba239c8c8e415#.XhisYMbZcbY.link. Läst 10 januari 2020.
3. ↑  Insinööriuutiset, "Insinöörit teknillisen korkeakoulun oppilaina", 25 maj 1963.
4. ↑  The Building Cost Index – a discussion. National Swedish Building Research. Stockholm 1969.
5. ↑  ”The Loan Evaluation Model”, Rapport från Byggforskningen 1965.
6. ↑  Isotalo, Seppo (1968) (på engelska). The loan evaluation model: a method for the construction of a loan evaluation model for housing projects using regression procedure. Rapport / Byggforskningen, 0346-5616 ; 1968:8. Stockholm. Libris 642317
7. ↑  ”Kritik och försvar av rapport 8:1968”.
8. ↑  Avhandlingens praktiska betydelse redogörs för i ”Steering and control of housing production”. National Swedish Building Research D19:1973.
9. ↑  Analysen publicerades på en helsida i Dagens Nyheter 24 mars 1972.
10. ↑  Helsingin Sanomat 22 februari 1974.
11. ↑  Asunnoista: tutkimus suomalaisen ja ruotsalaisen asuntopolitiikan eroista Hämeenlinna 1974.
12. ↑  Demari, "Kuka on kukin inforamtiomaffiassa." 1 november 1975.
13. ↑  Dagens Industri, 16 december 1986; Dagens Nyheter, 1 oktober 1987.
14. ↑  Rapport, 5 oktober 1989.
15. ↑  Rapport, 13 februari 1991.
16. ↑  Dagens Nyheter, "Tysta Marie", 19 maj, 1991.
17. ↑  Dagens Nyheter, "Debatt" 10 februari 1991.
18. ↑  Svenska Dagbladet, 30 september 1994.
19. ↑  TV 4 Nyheterna, 11 mars 1991.
20. ↑  Tobias Hellström, ”Han stämmer ÖB för förtal”, Expressen, 25 mars 1991.
21. ↑  TT, 30 mars 1995.
22. ↑  Ekot kvart i fem, 19 mars 2004.